# ホンダ・CBR
CBR(シービーアール)とは、本田技研工業が製造販売するオートバイのシリーズ商標である。

## 概要
4ストロークエンジンを搭載するCBシリーズの系譜であり、特にスポーツ性能を重視した車種に付与される商標で多くはカウルを装着する。

## モデル一覧
※詳細は各リンク先を参照。
- 斜体は輸出専用モデルもしくは並行輸入により日本での販売が行われたモデル
- 太字体は現行販売モデル

### 50 - 250cc

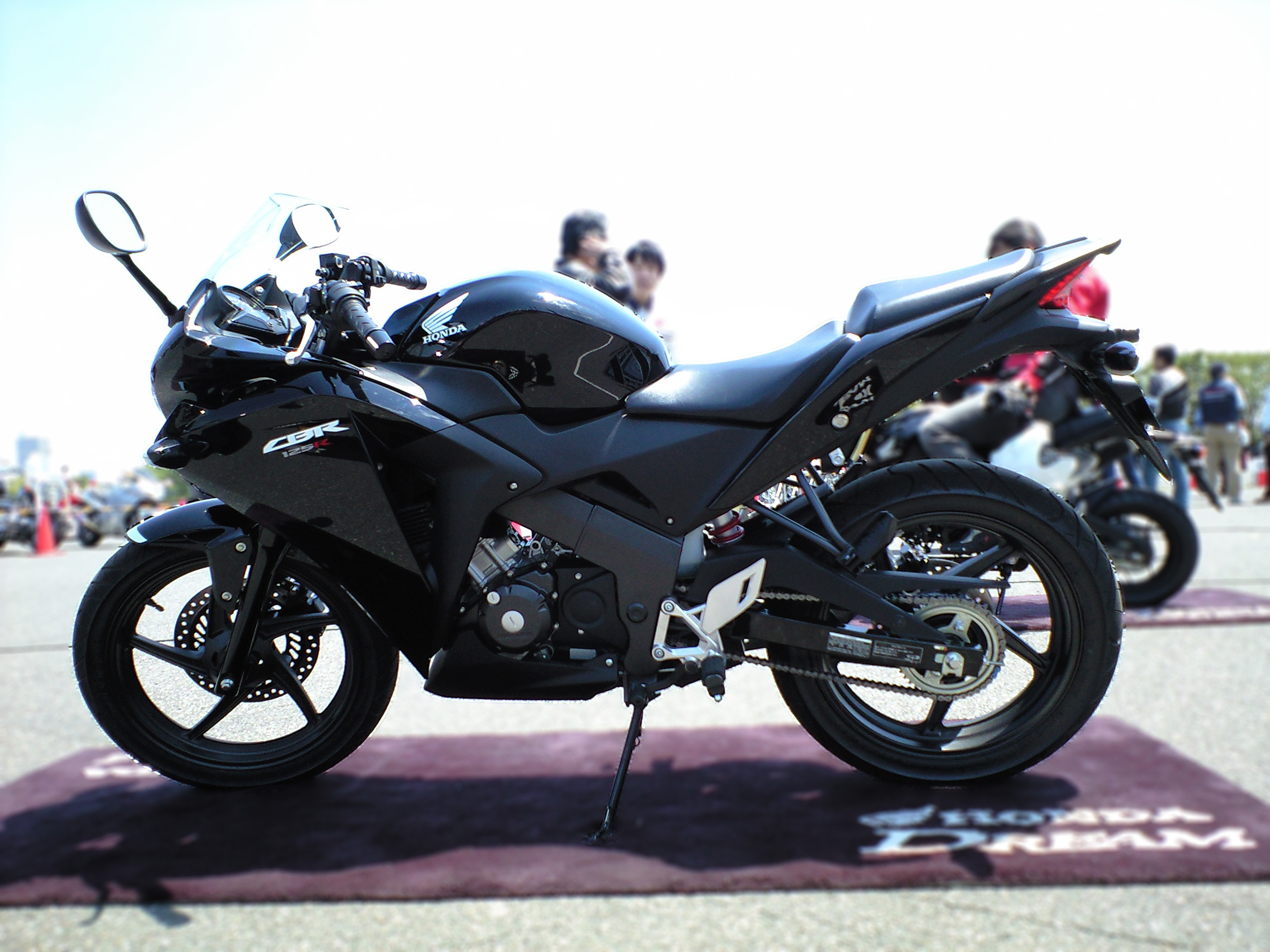
CBR125R
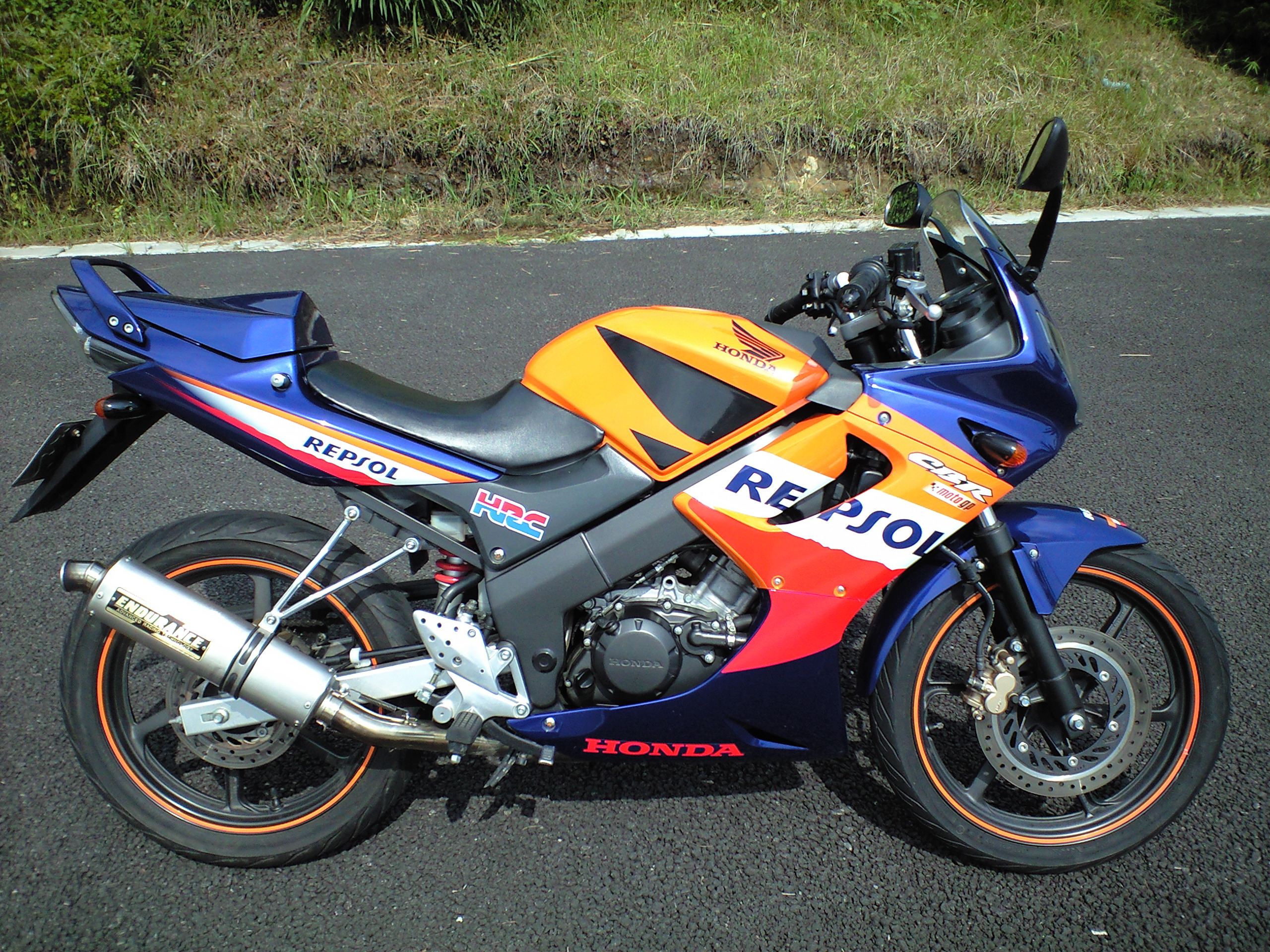
CBR125RR[注 1]
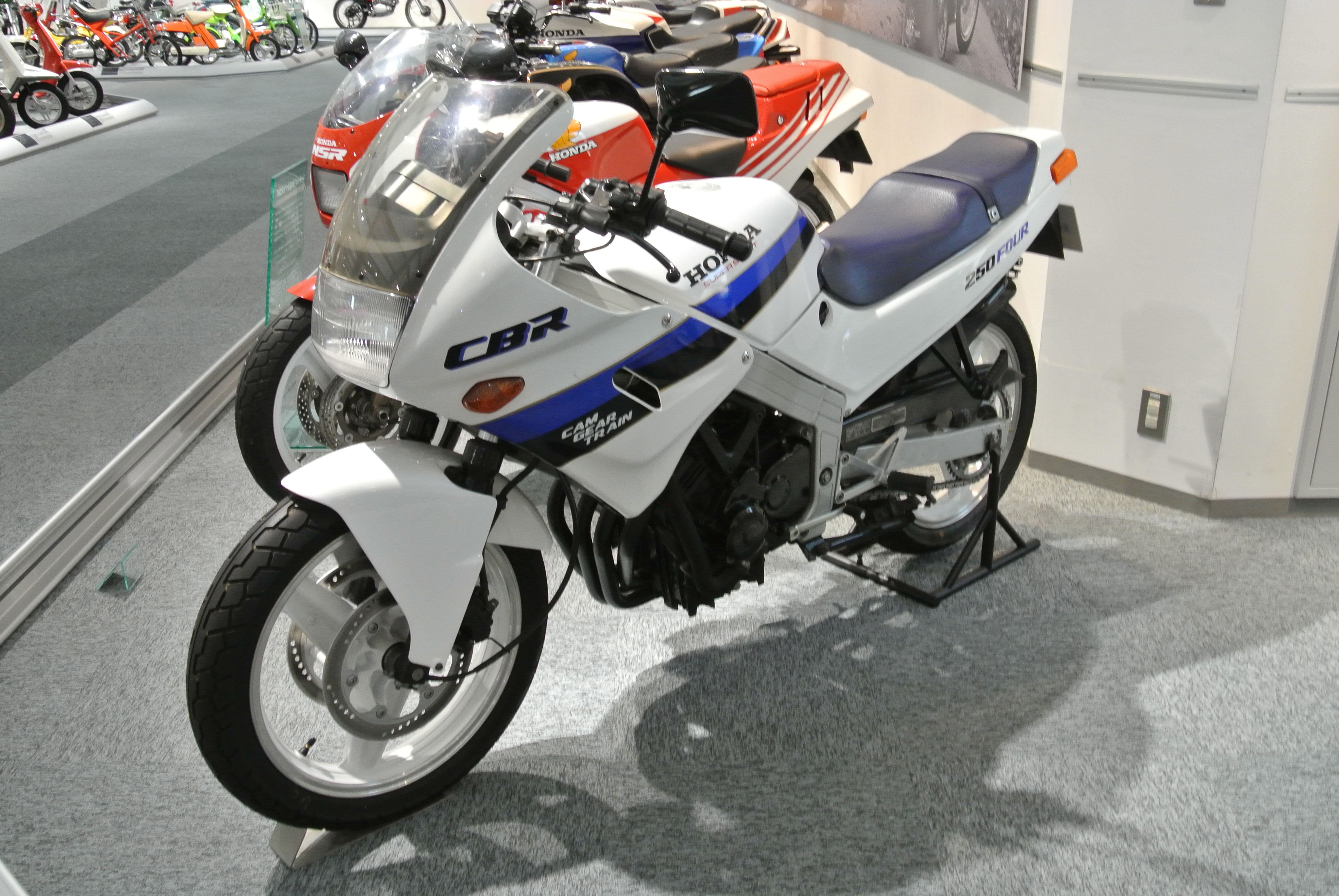
CBR150R
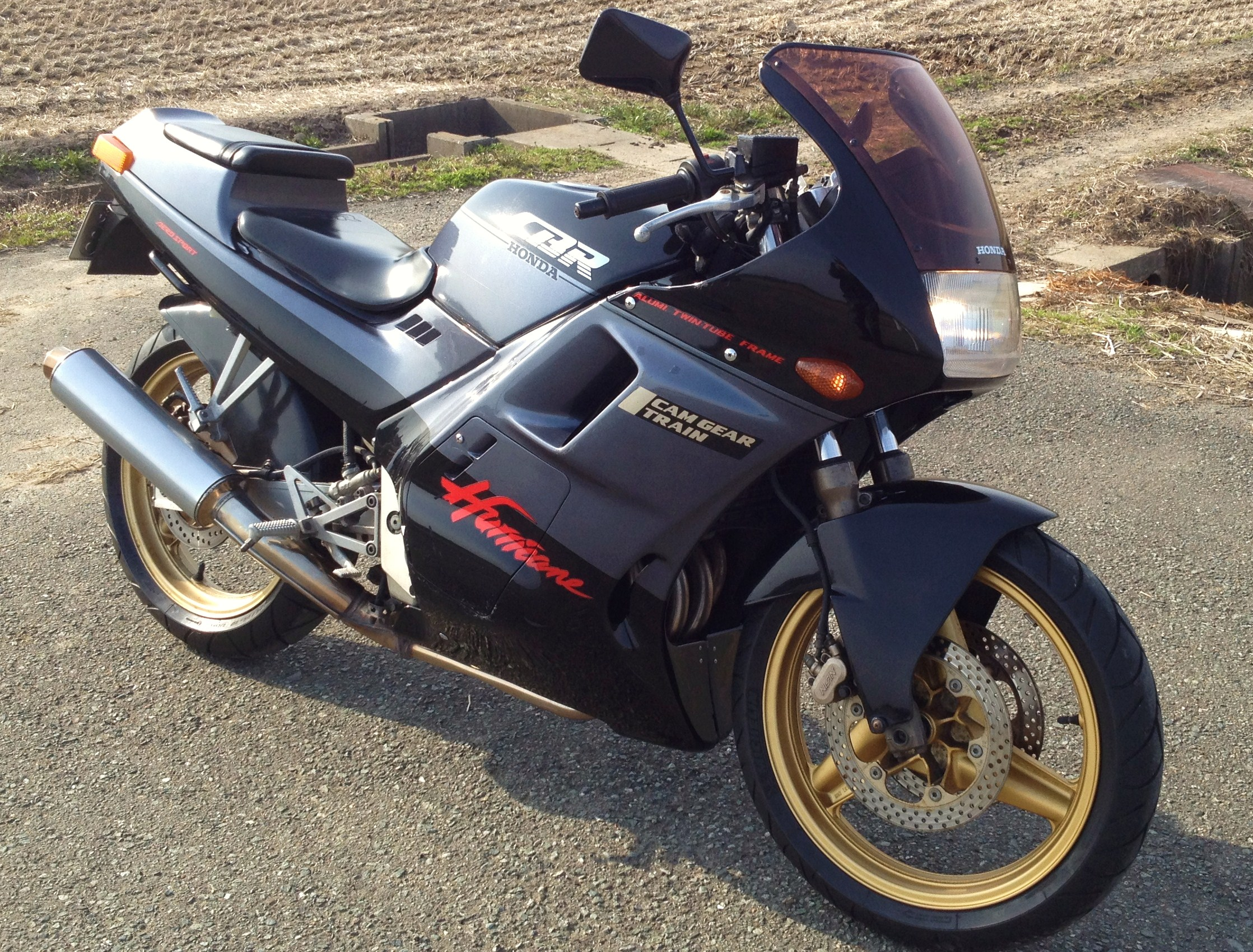
CBR250FOUR(MC14)
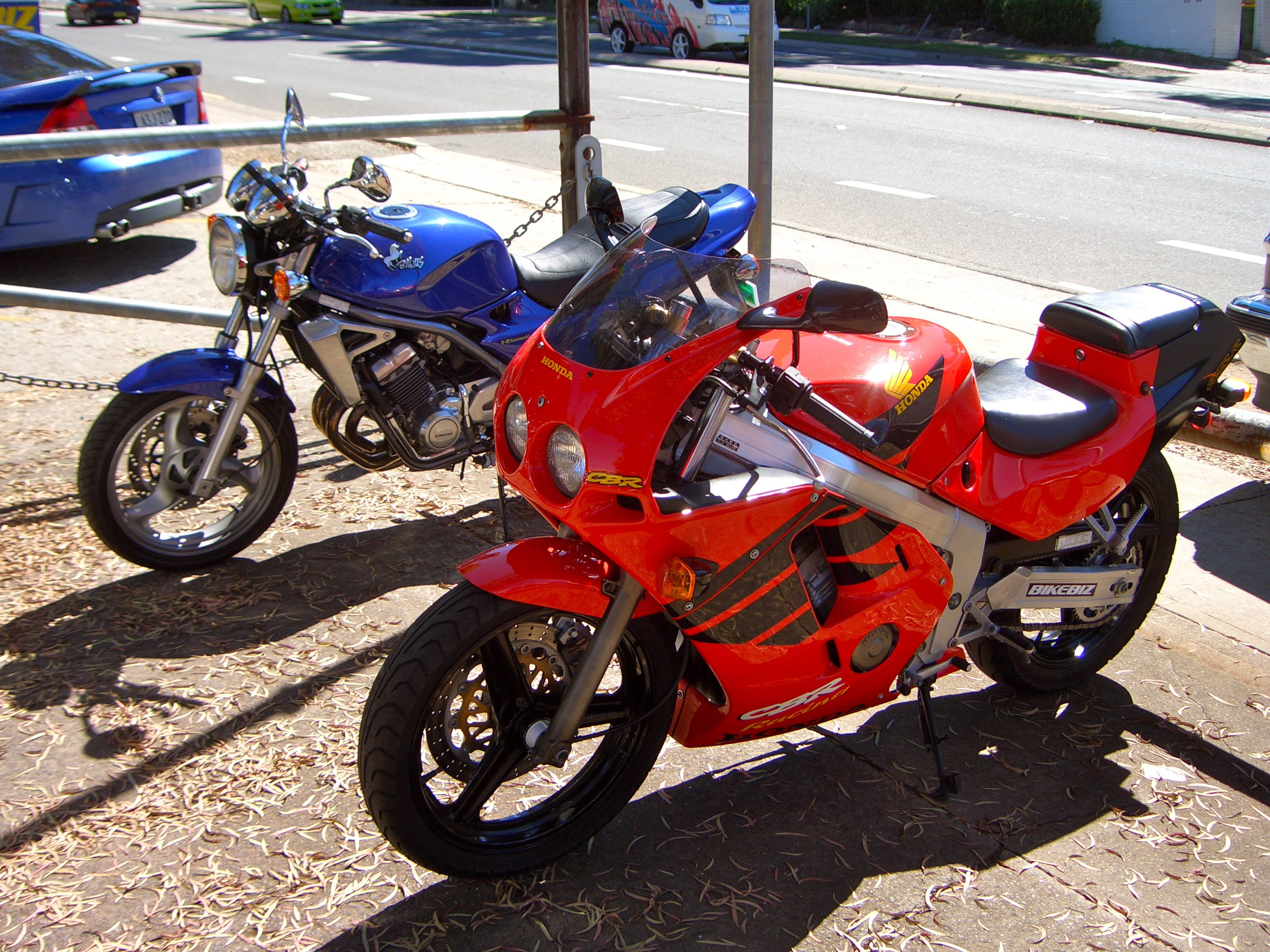
CBR250R(MC17・MC19)
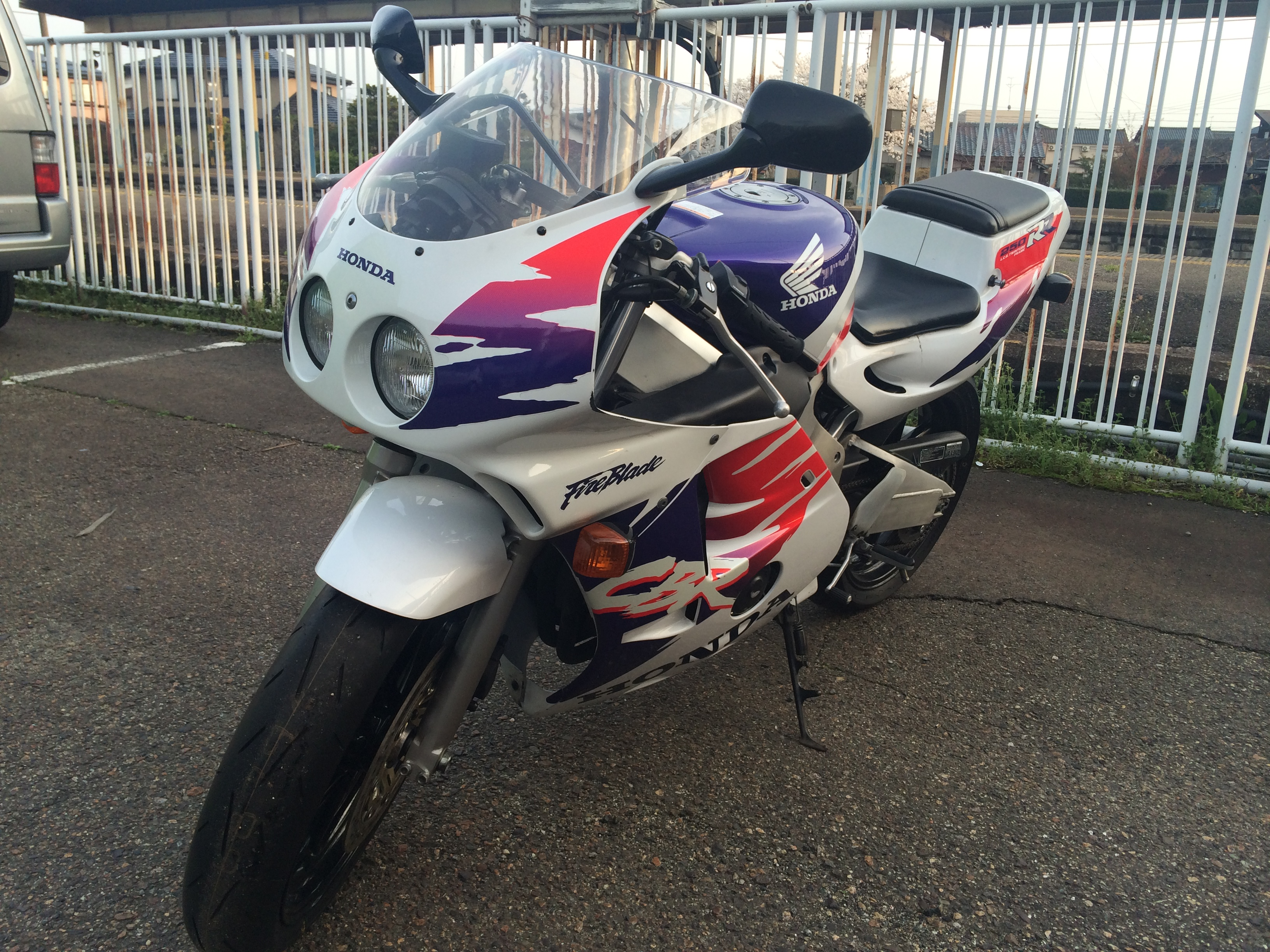
CBR250RR(MC22)
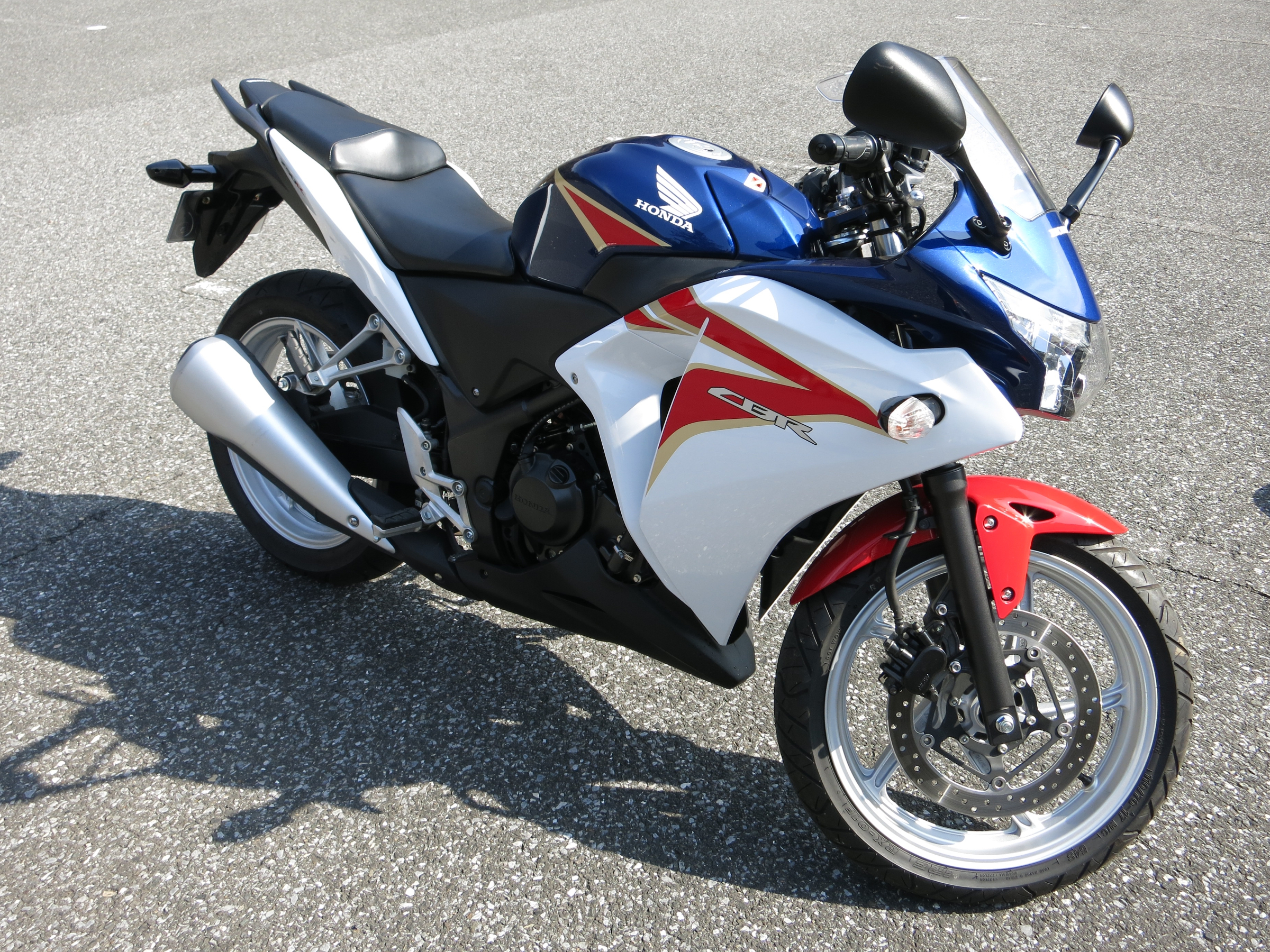
CBR250R(MC41)
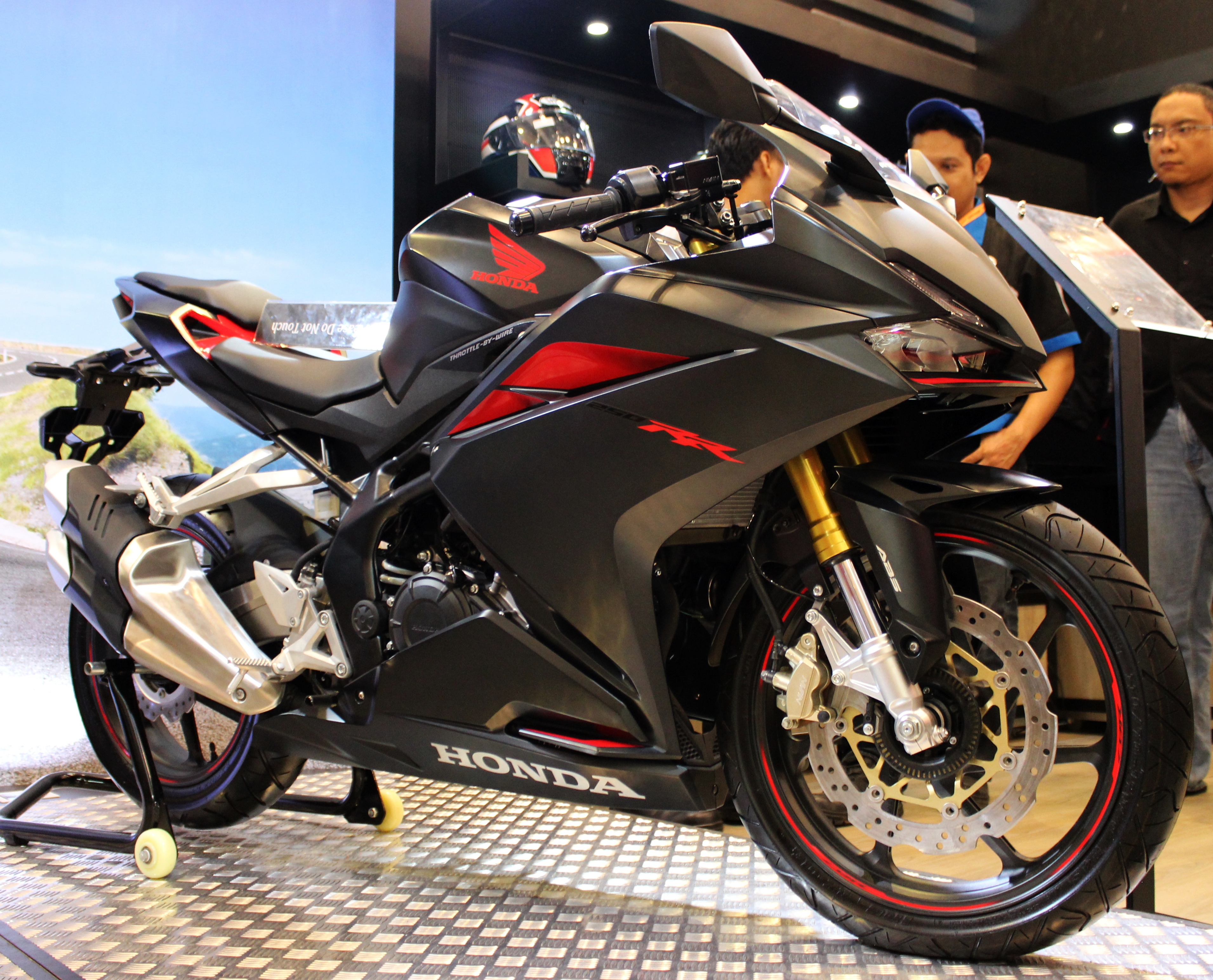
CBR250RR(MC51)

- CBR125R
- CBR150R
2007年モデル
- CBR250FOUR(MC14)
ホンダコレクションホール所蔵車
- CBR250R(MC17)
- CBR250R(MC19)
- CBR250RR(MC22)
- CBR250R(MC41)
- CBR250RR(MC51)

### 251 - 400cc

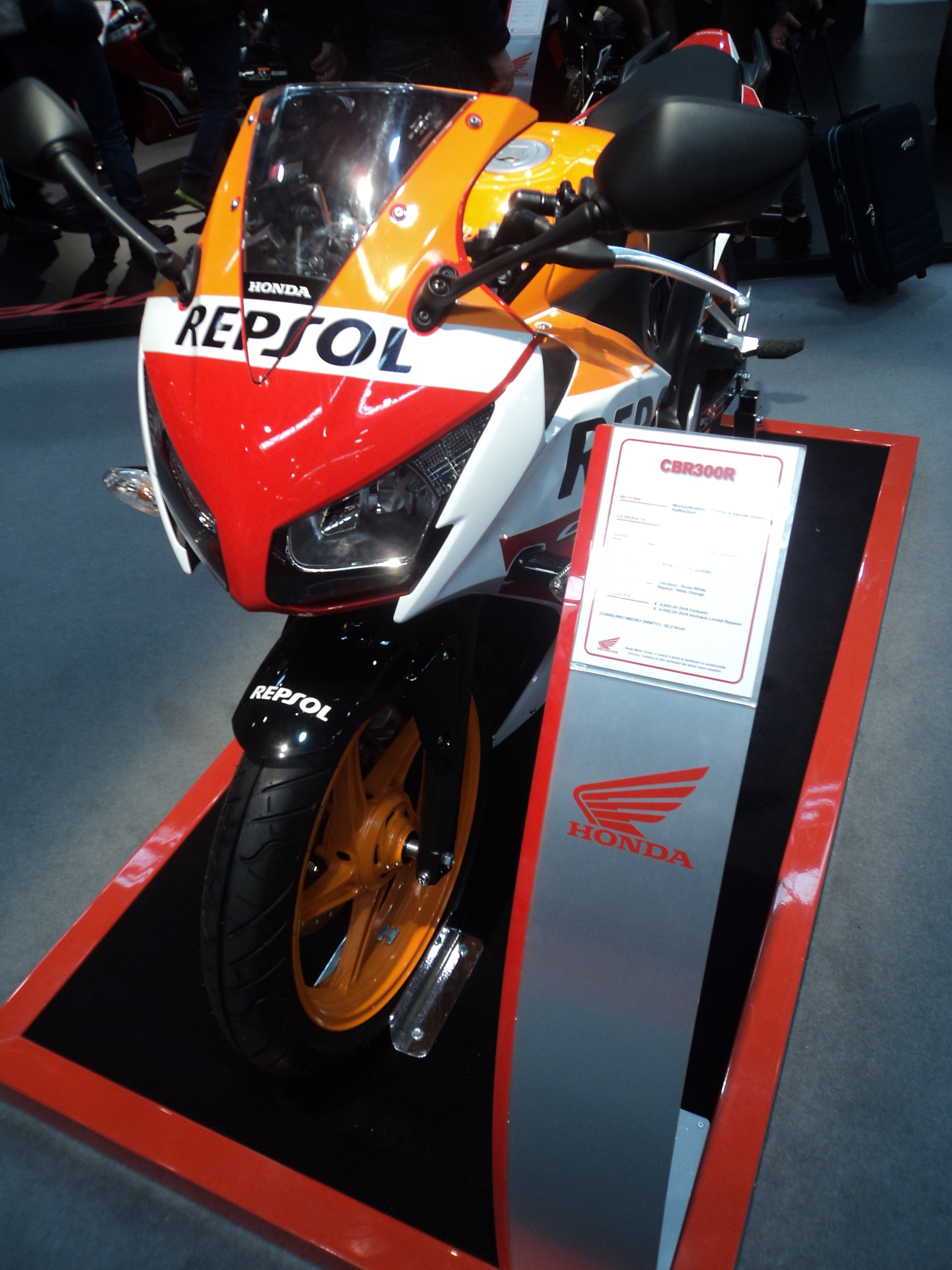
CBR300R
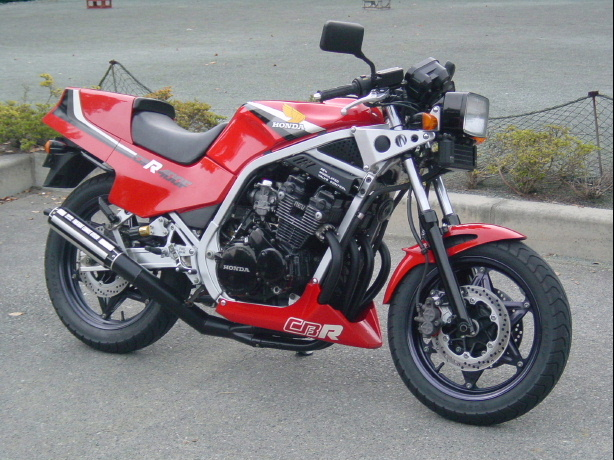
CBR400F/エンデュランス/フォーミュラ3
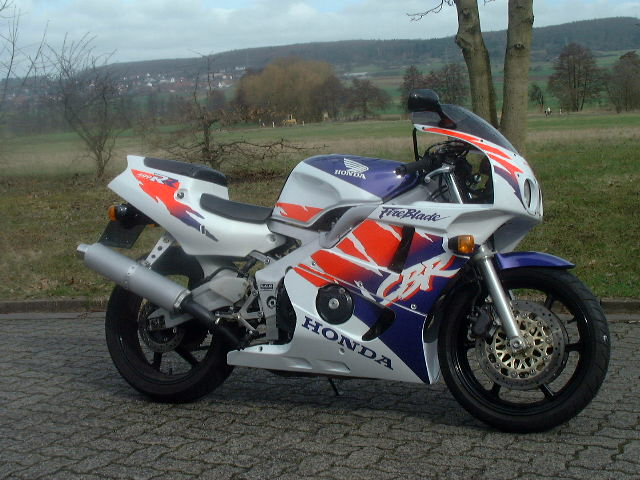
CBR400R(NC23)
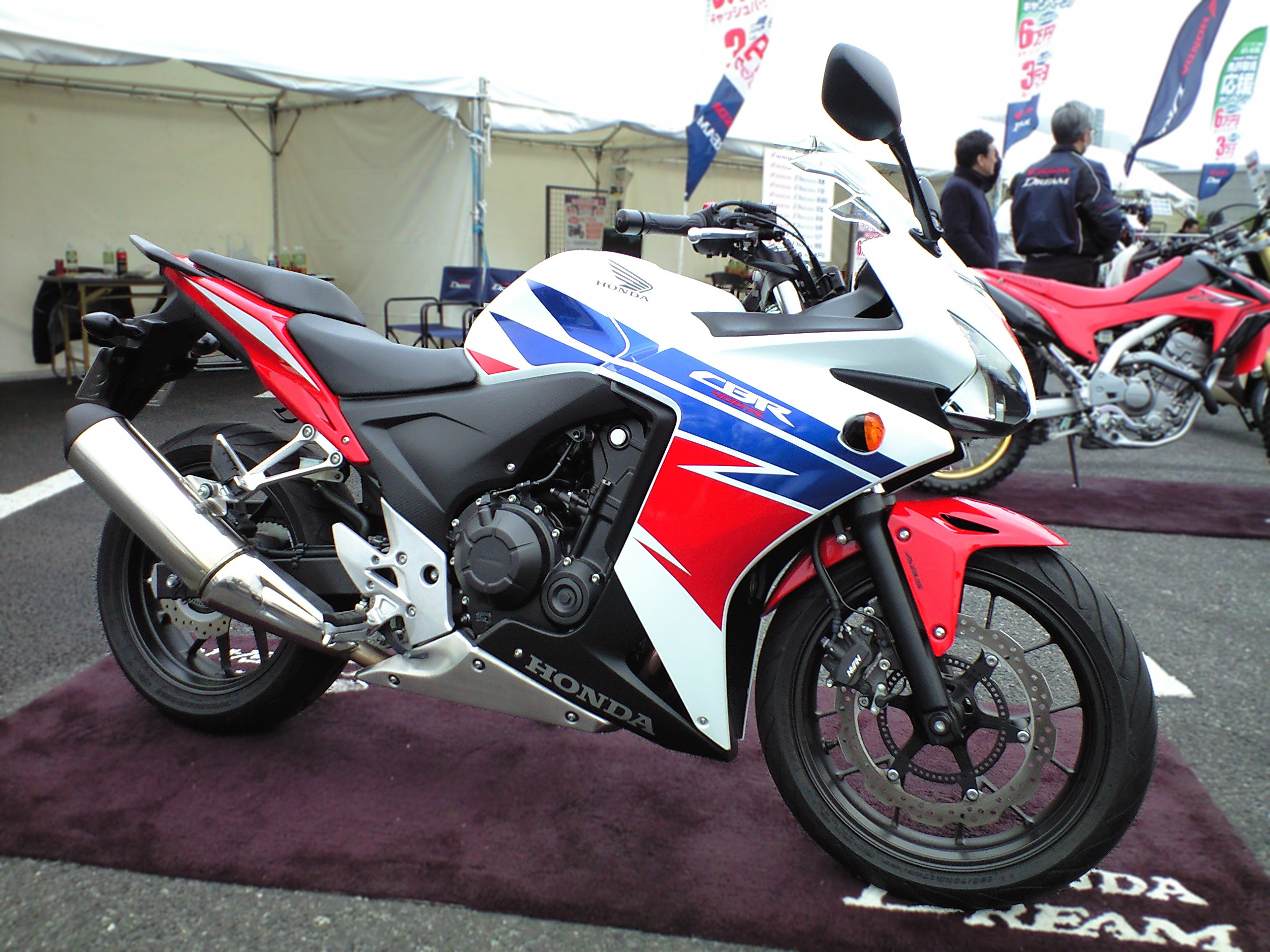
CBR400RR(NC29)
- CBR400R(NC47)

- CBR300R
- CBR400F
- CBR400RR
- CBR400R(NC47)

### 401 - 750cc

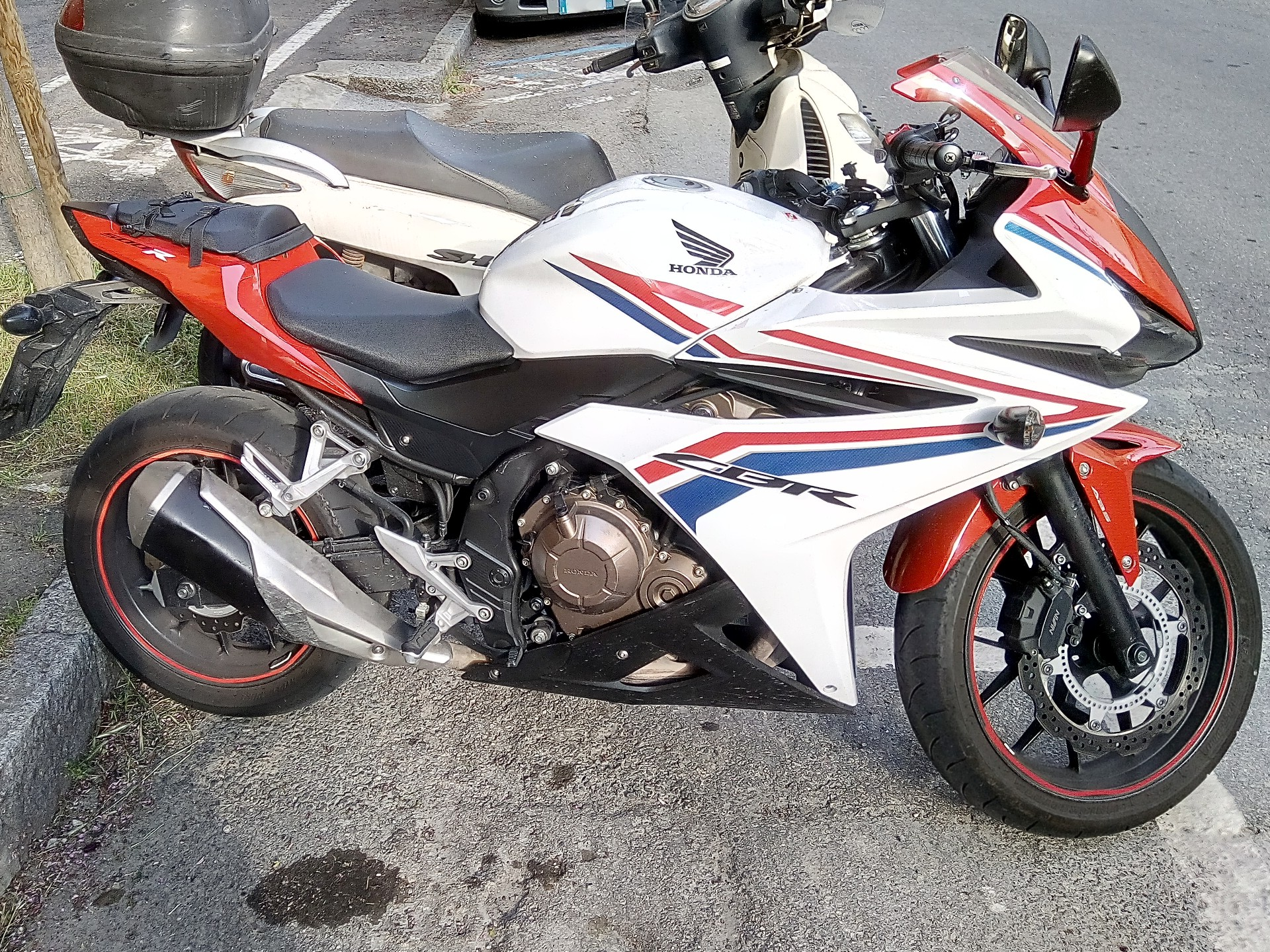
CBR450SR
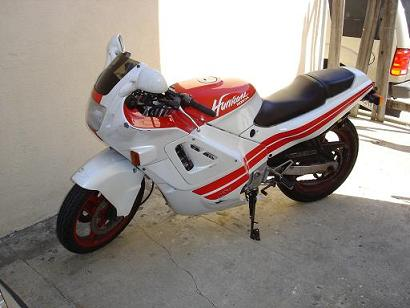
CBR500R
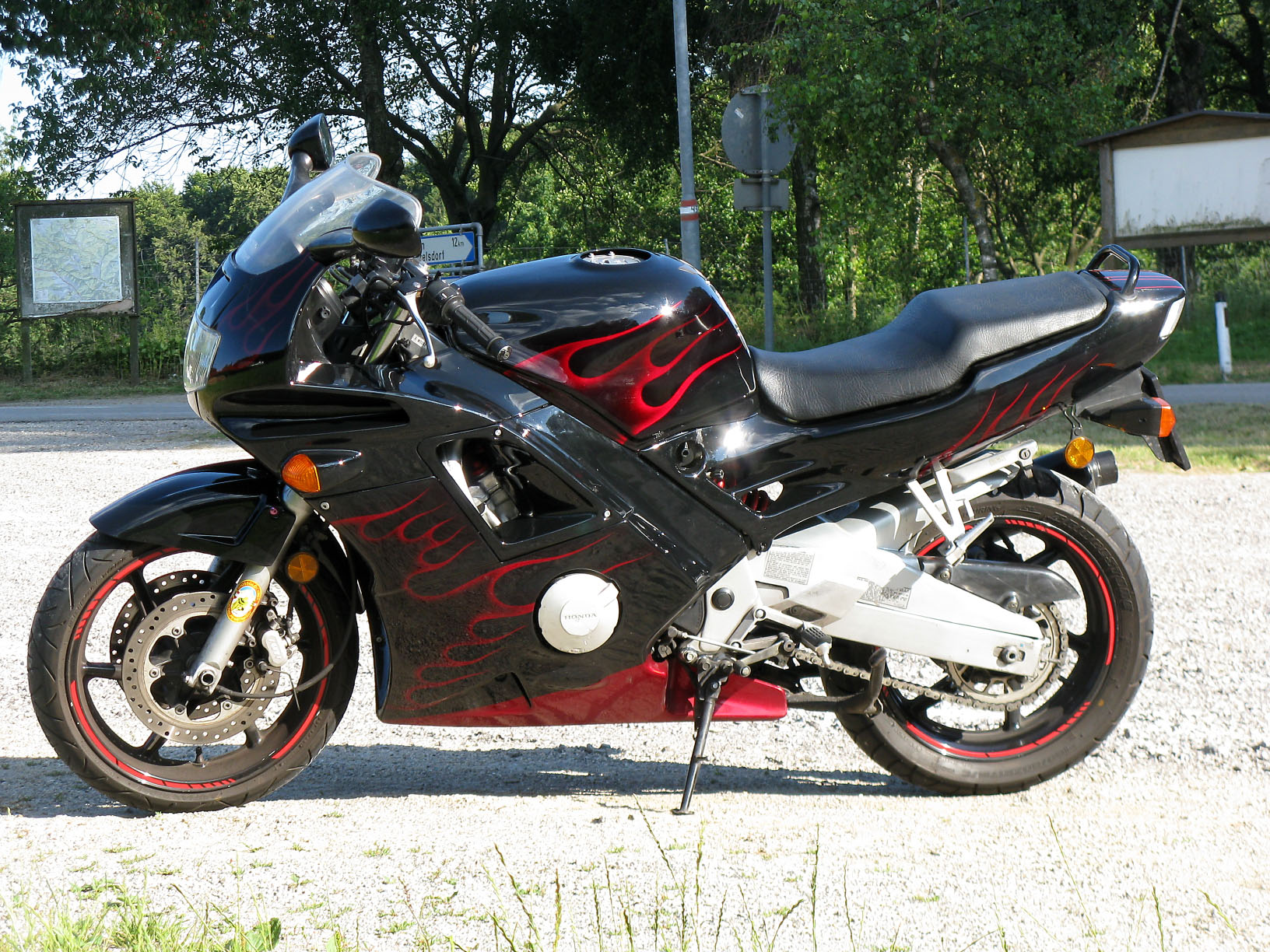
CBR600F・F2・F3・F4・F4i
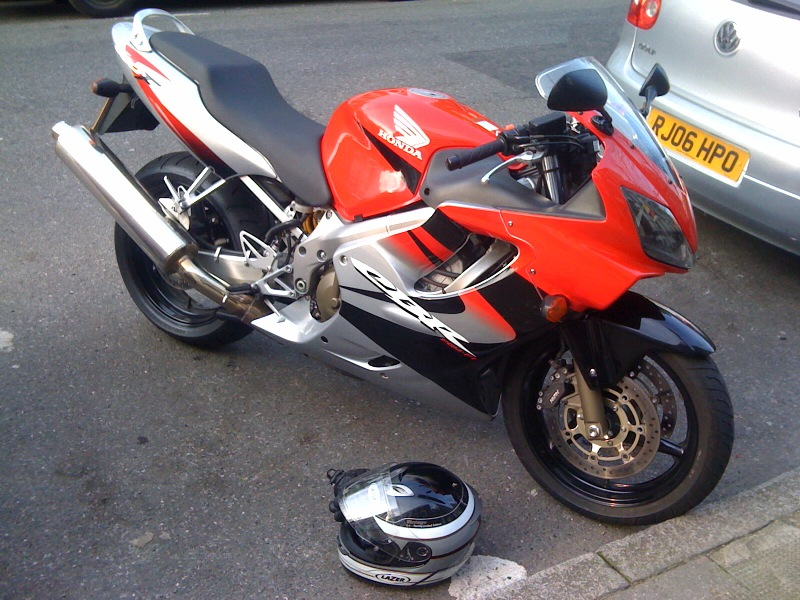
CBR600RR(PC37・PC40)[注 2]
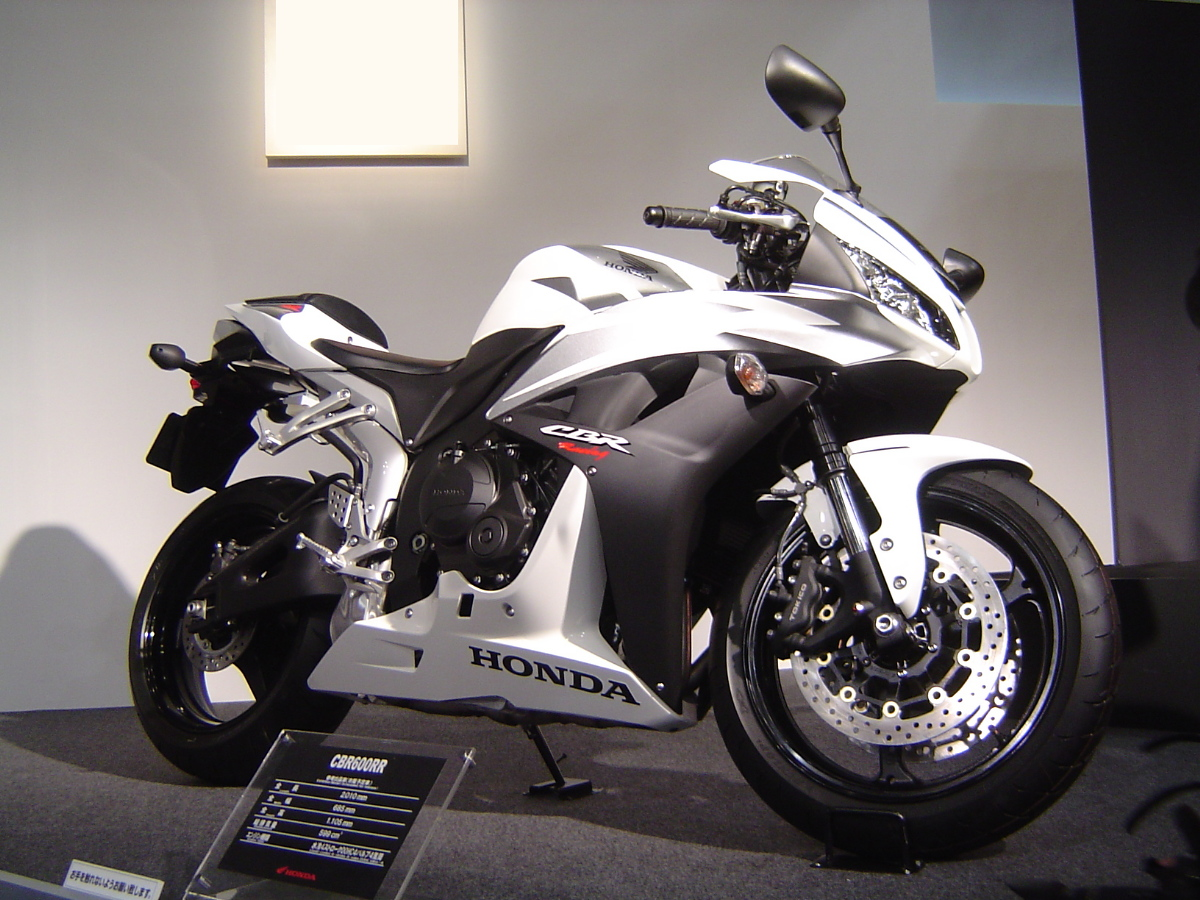
CBR650F(RC83)
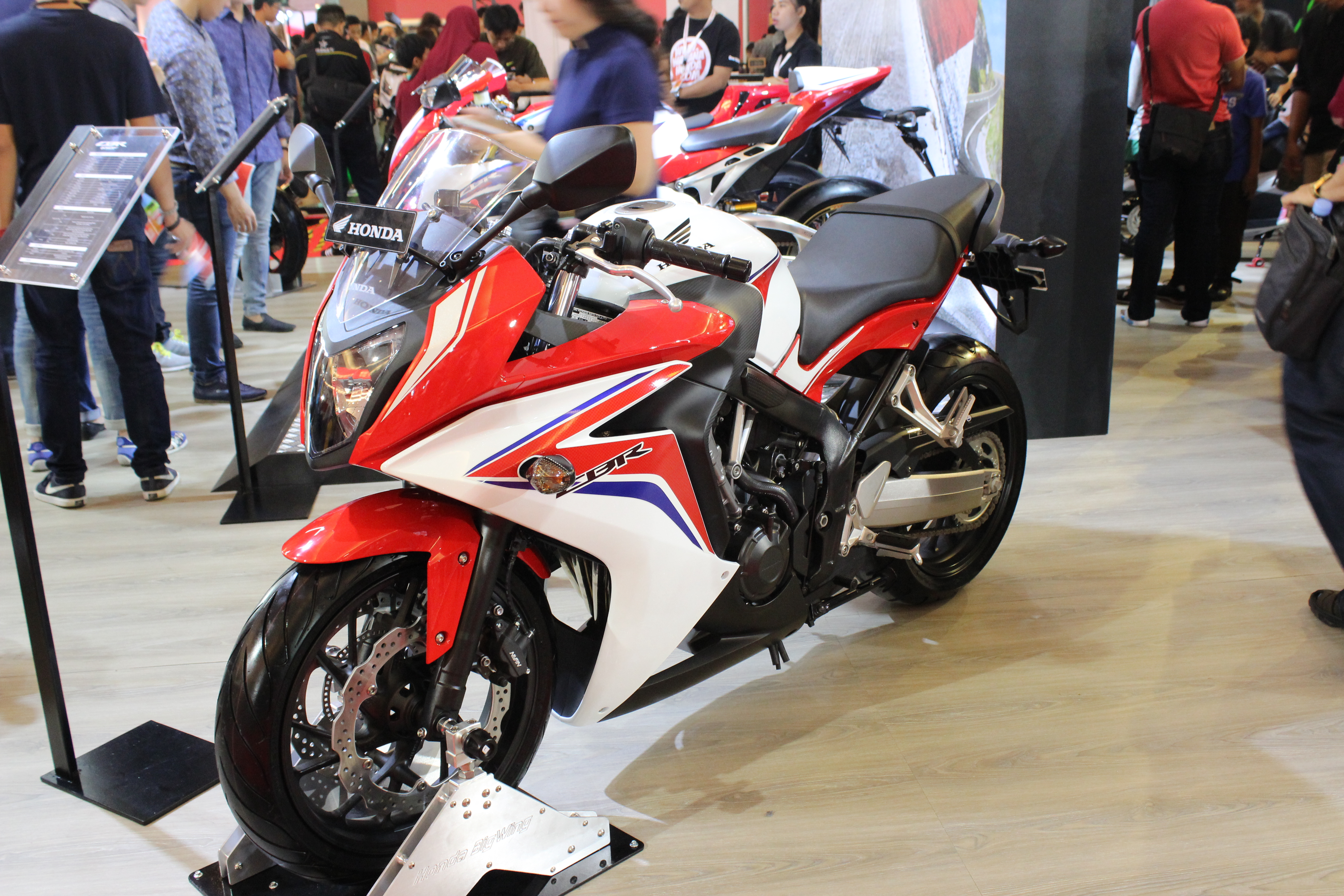
CBR650R(RH03)
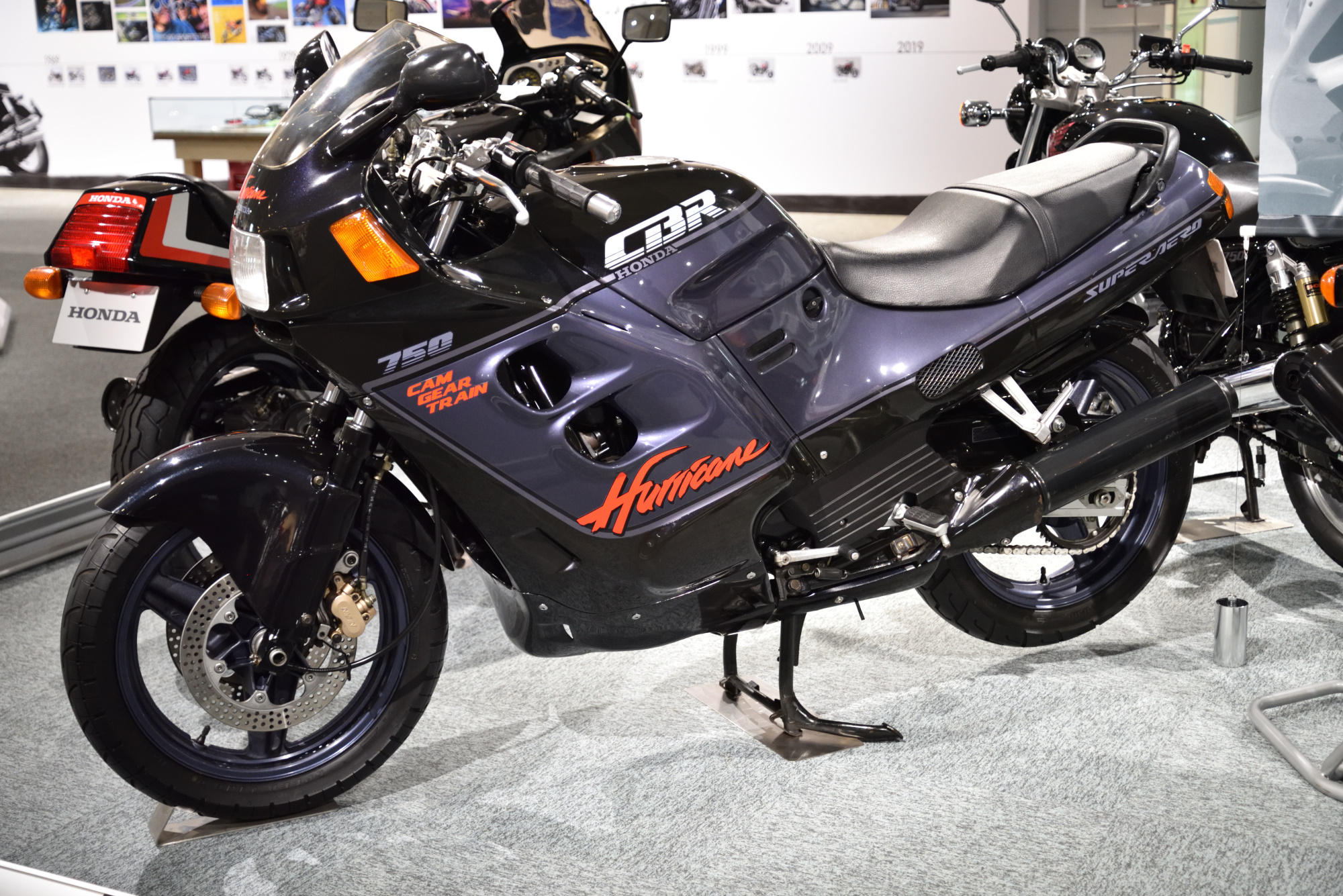
CBR750(RC27)

- CBR500R
- CBR600F(PC19)
- CBR600F2(PC25)
- CBR600F4i(PC35)
- CBR600RR(PC40)
- CBR650F
- CBR750(RC27)

### 750cc以上
- CBR900RR(SC28)
- CBR900RR(SC33)[注 3]
- CBR929RR(SC44)
- CBR954RR(SC50)
- CBR1000F(SC21・SC24・SC31)
- CBR1000RR(SC57・SC59・SC77)
- CBR1000RR-R(SC82)
- CBR1100XX Super BlackBird(SC35・SC42)

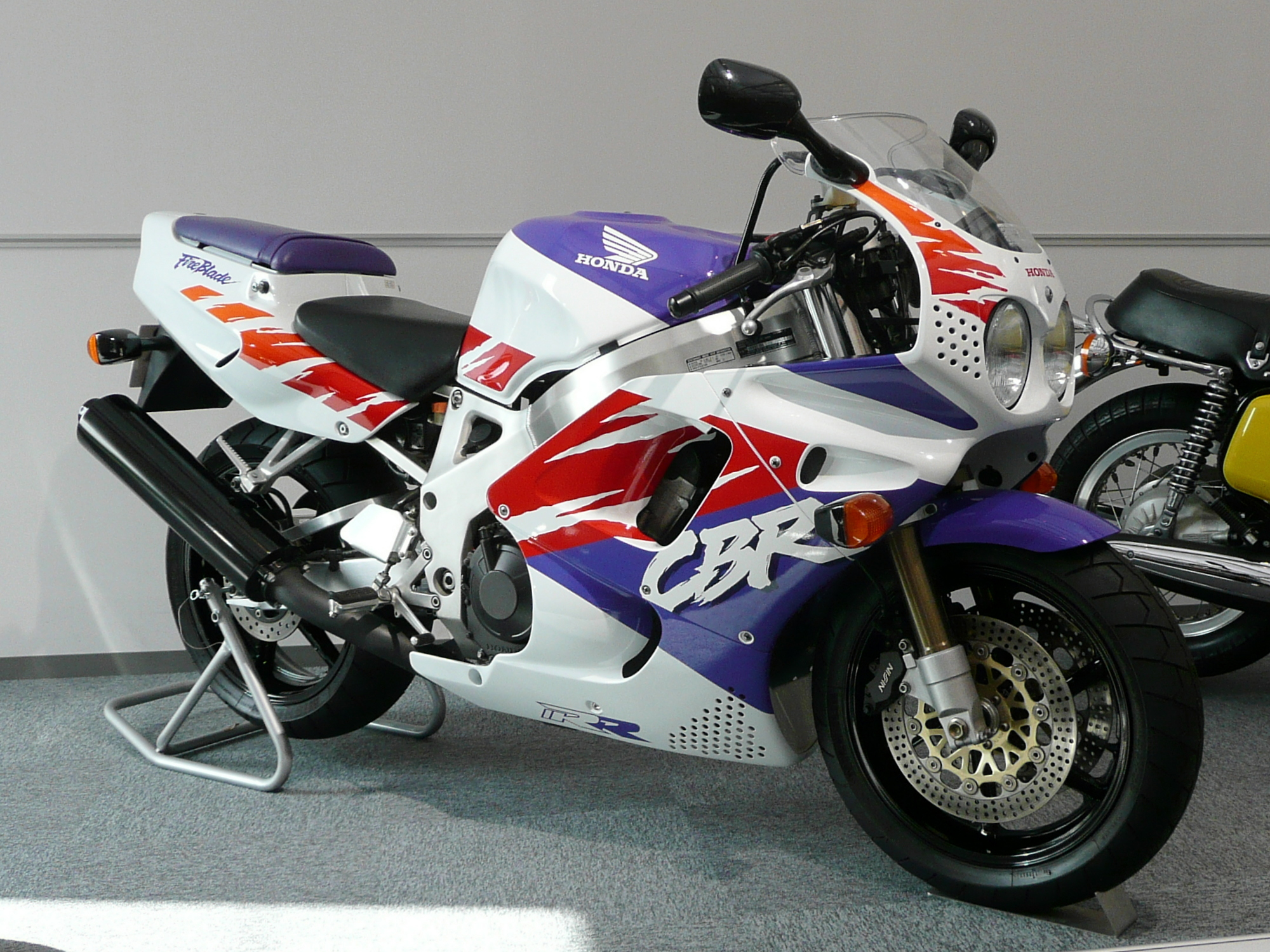
CBR900RR(SC28) ホンダコレクションホール所蔵車
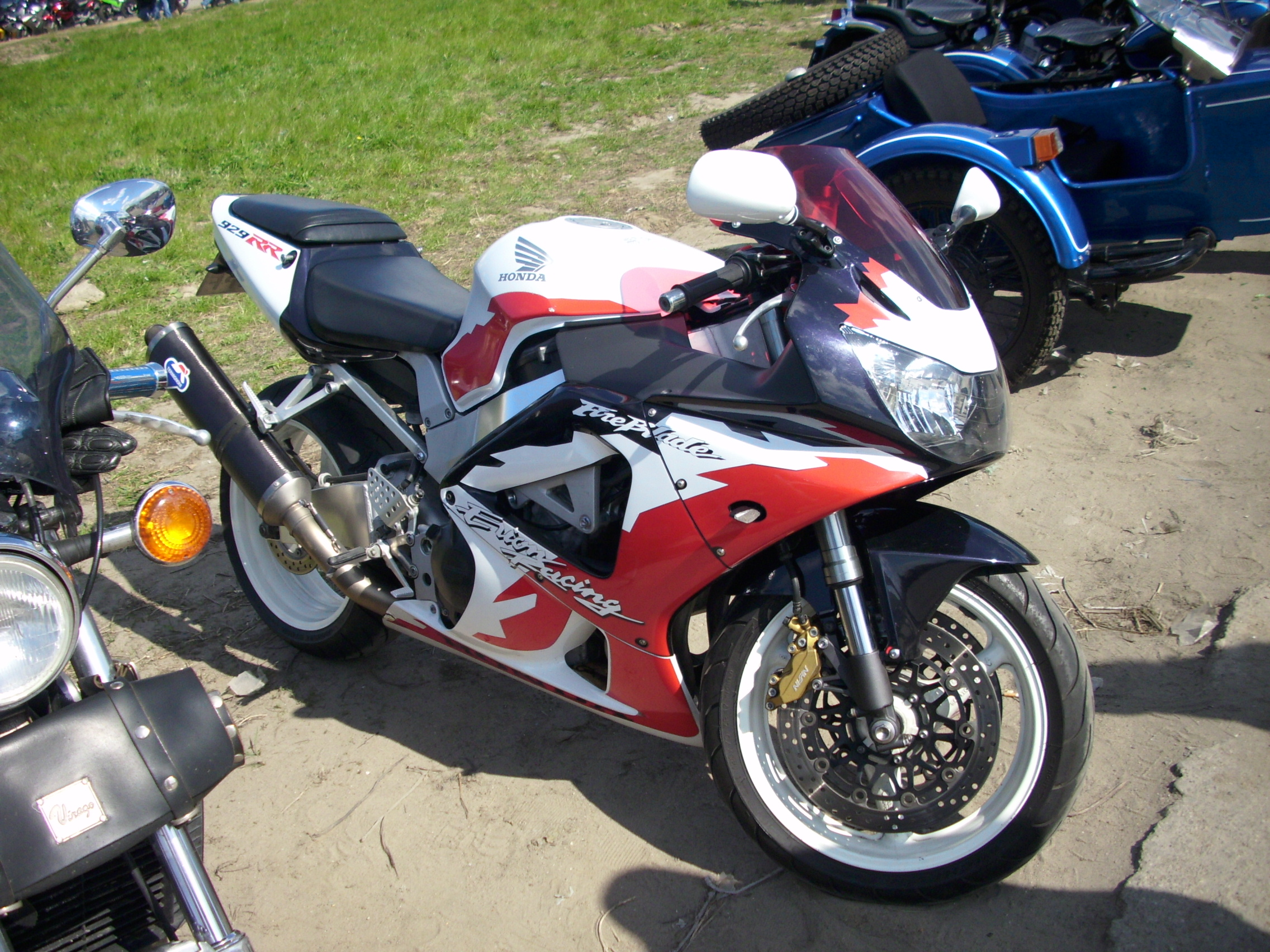
CBR929RR(SC44)
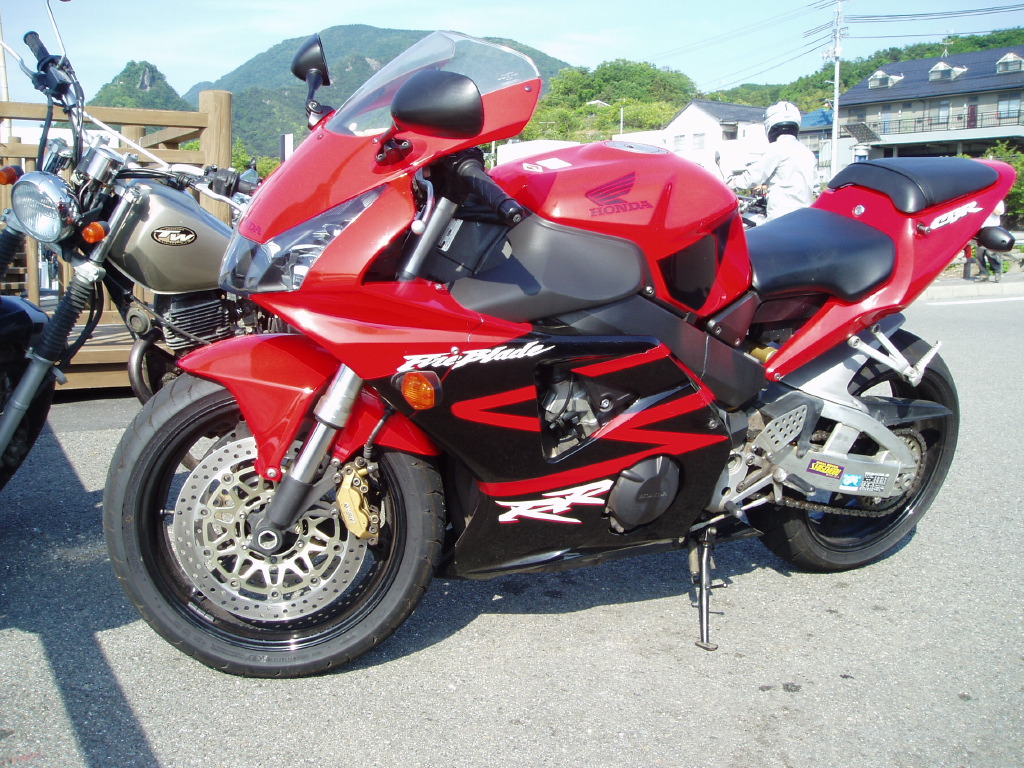
CBR954RR(SC50)
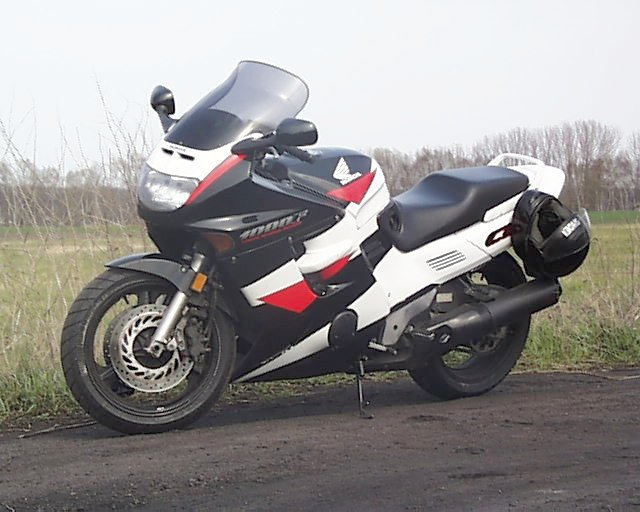
CBR1000F(SC31)
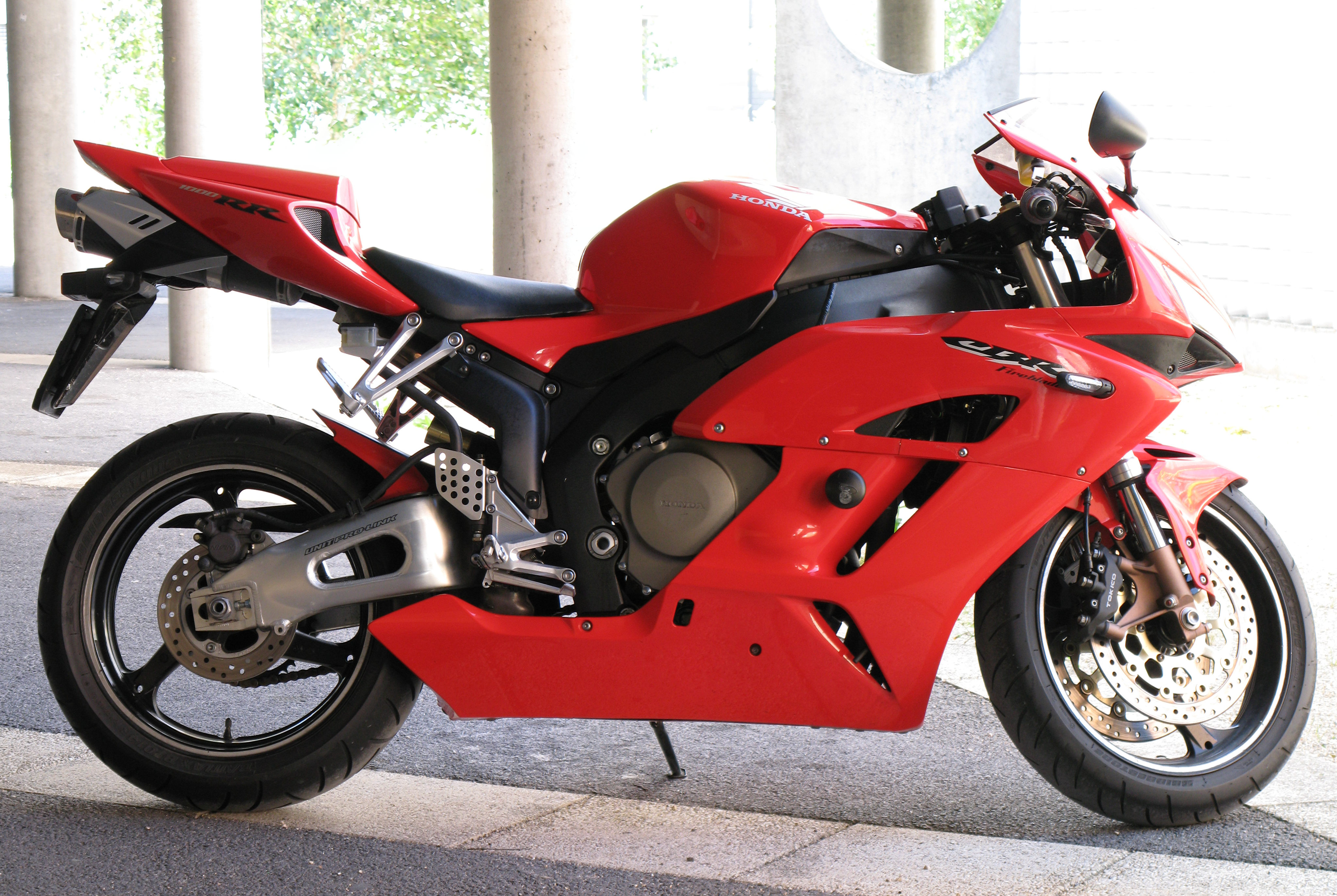
CBR1000RR(SC57)
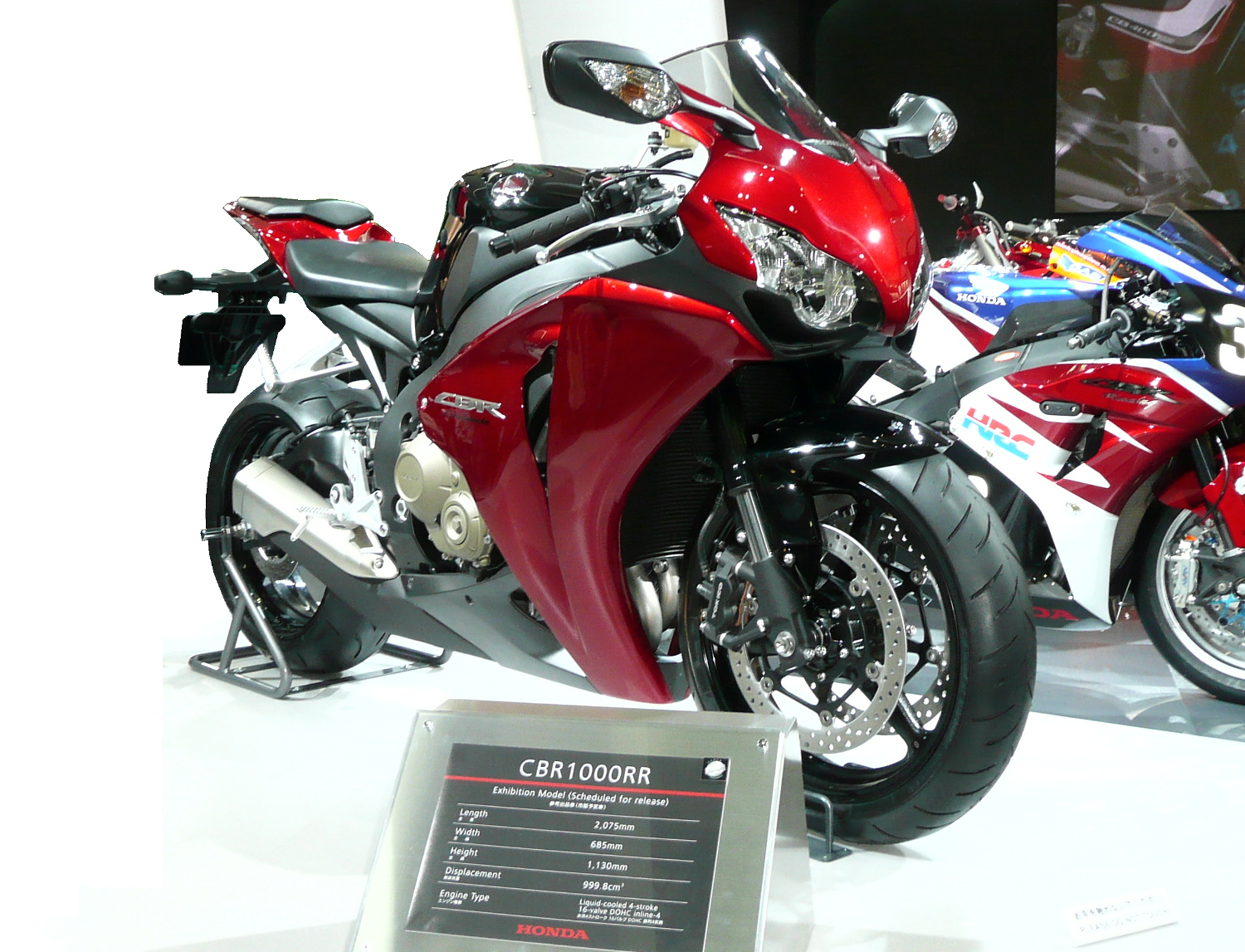
CBR1000RR(SC59)
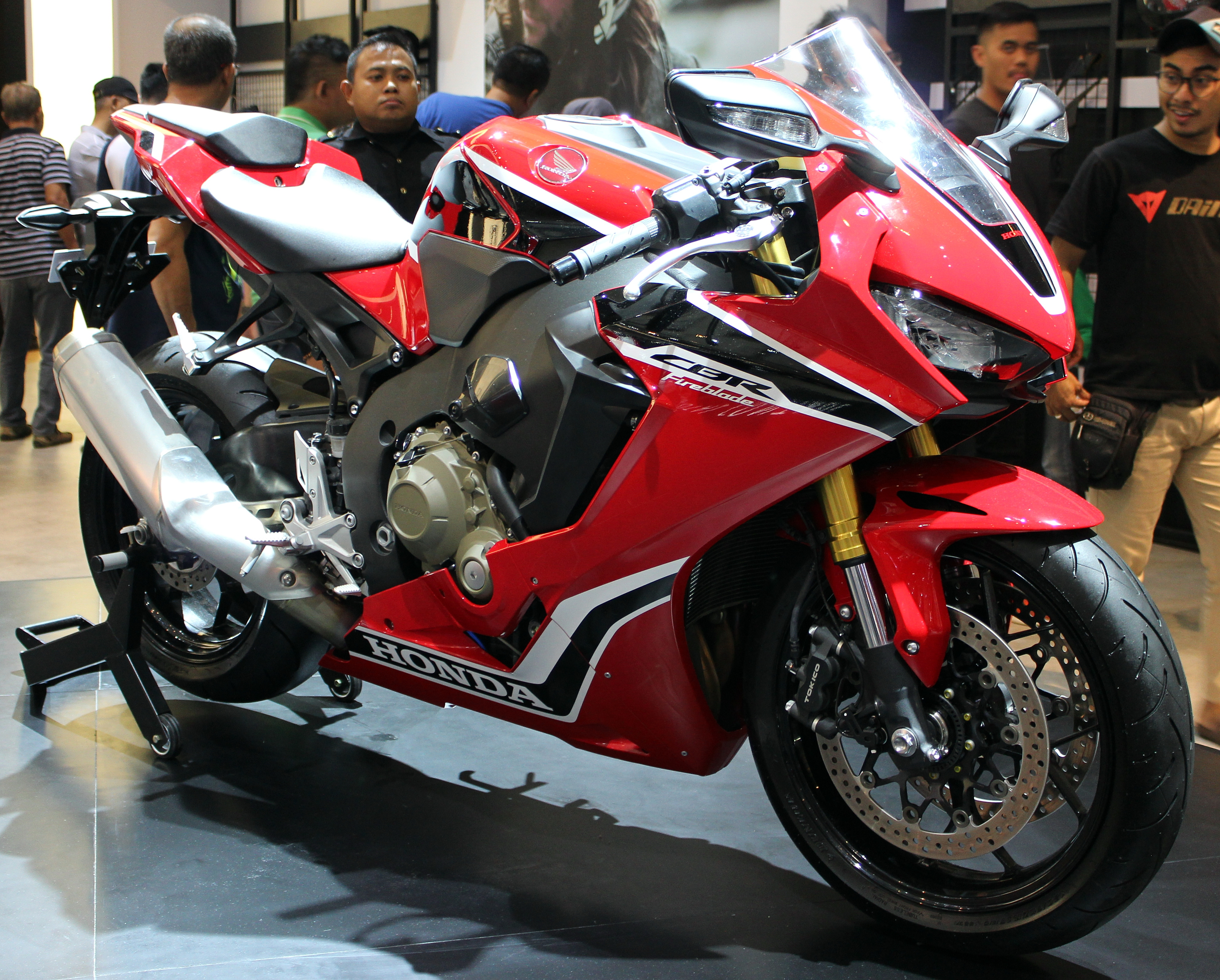
CBR1000RR SP(SC77)
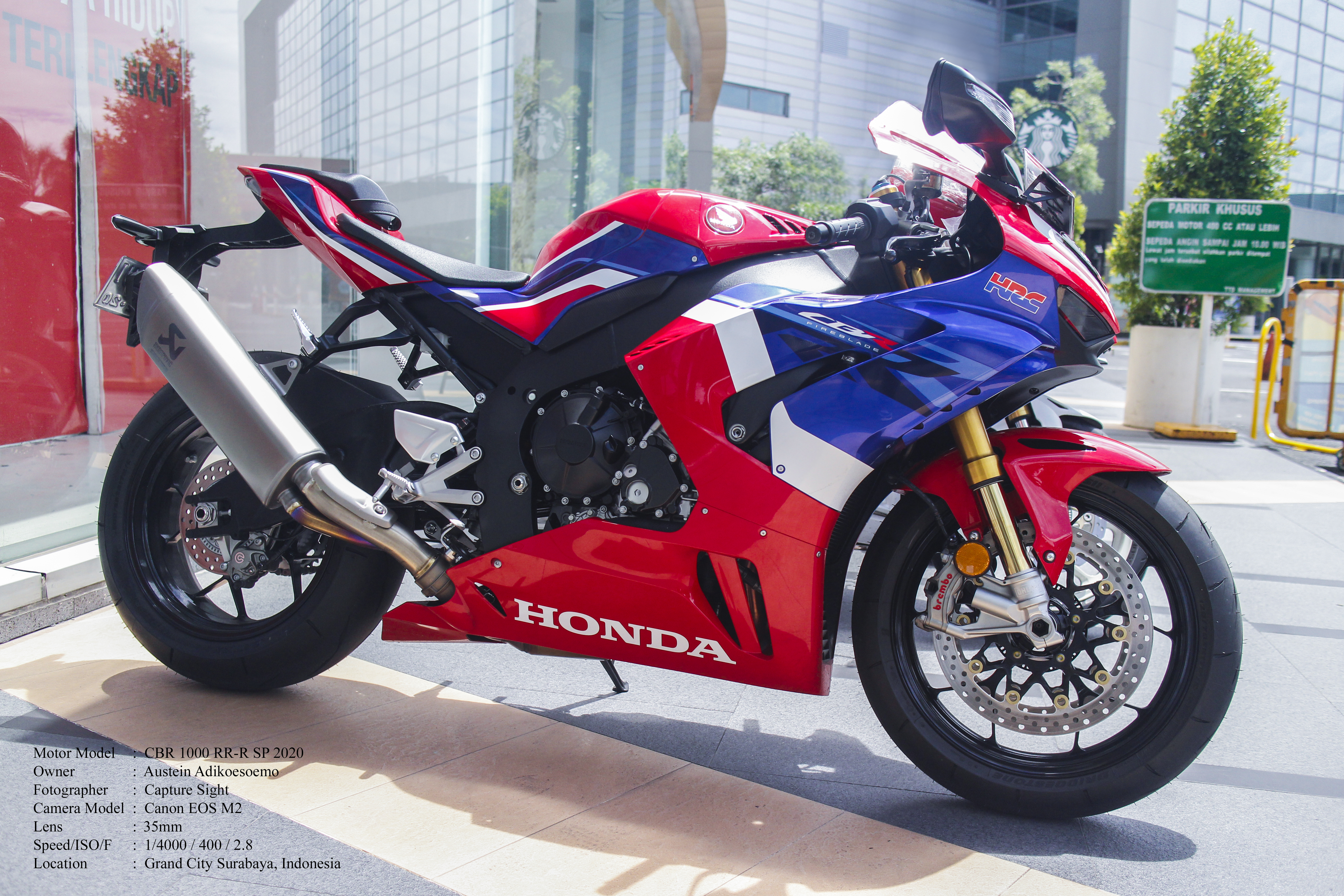
CBR1000RR-R SP(SC82)
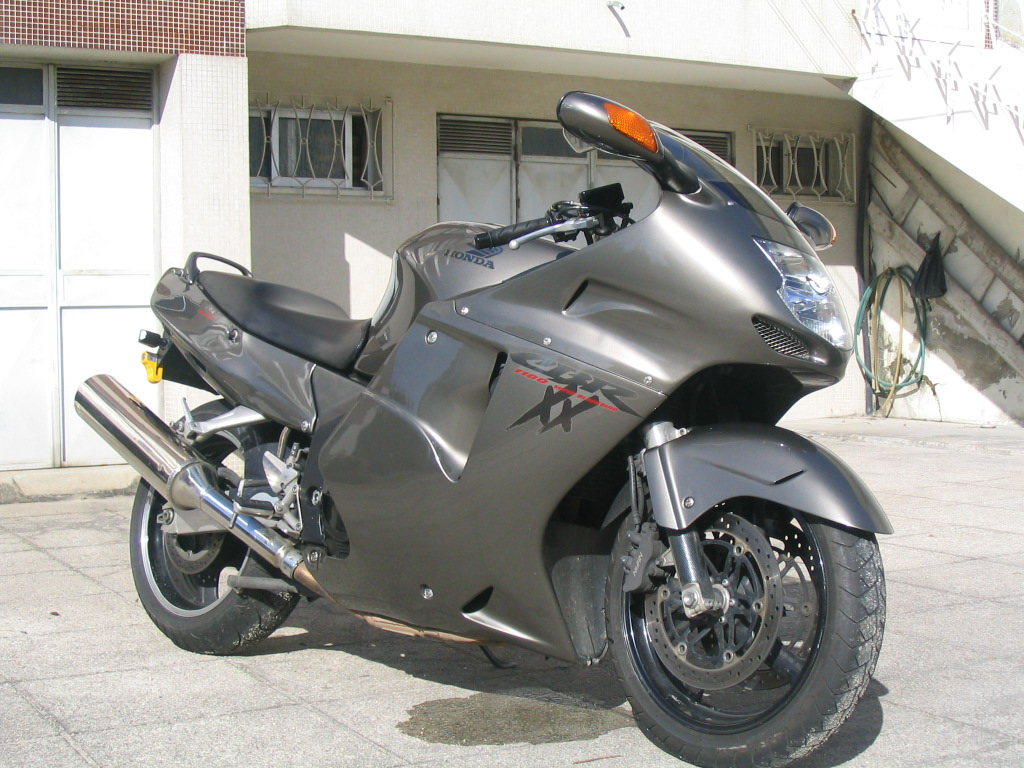
CBR1100XX Super BlackBird(SC35)